# Малая Сойга
Малая Сойга — река в России, протекает по Архангельской области. Длина реки составляет 12 км.
Начинается на холмах к северу от урочища Матвежская Чисть, течёт на север через елово-сосновую тайгу. Низовья реки заболочены. Сливаясь с Большой Сойгой  на высоте 69,4 метра над уровнем моря, образует реку Сойга.

## Данные водного реестра
По данным государственного водного реестра России относится к Двинско-Печорскому бассейновому округу, водохозяйственный участок реки — Северная Двина от впадения реки Вычегда до впадения реки Вага, речной подбассейн реки — Северная Двина ниже места слияния Вычегды и Малой Северной Двины. Речной бассейн реки — Северная Двина.
Код объекта в государственном водном реестре — 03020300112103000027104.